# Sh2-208
Sh2-208 è una piccola nebulosa a emissione visibile nella costellazione della Giraffa.
Si individua nella parte meridionale della costellazione, in una zona priva di stelle appariscenti e fortemente oscurata, poco a sud della vicina e più brillante nebulosa Sh2-207; il periodo più indicato per la sua osservazione nel cielo serale ricade fra i mesi di settembre e febbraio ed è notevolmente facilitata per osservatori posti nelle regioni dell'emisfero boreale terrestre, dove si presenta circumpolare fino alle regioni temperate calde.
Si tratta di una regione H II la cui distanza pare essere incerta: alcuni studi indicano una distanza di 2100 parsec (6850 anni luce), collocandola sul Braccio di Perseo, mentre altri basati sulle emissioni CO forniscono valori di ben 7600 parsec (quasi 27800 anni luce), portandola fin sul Braccio del Cigno. Non mancano riferimenti che la associano al piccolo ammasso aperto Waterloo 1, formato da stelle di magnitudine 14 e visibile esattamente nella sua direzione, come nel caso del database SIMBAD, comportando quindi una distanza attorno ai 4400 parsec (circa 14350 anni luce).
Al suo interno è stata individuata la sorgente di radiazione infrarossa IRAS 04156+5251, coincidente con un giovanissimo ammasso aperto in formazione, individuato nel 2003 e riportante la sigla [BDS2003] 64. Da notare infine che il Catalogo Avedisova associa questa nebulosa a Sh2-207, apparentemente vicina ma per la quale esistono stime di distanza attorno ai 3400 parsec.